# Danish Audiophile Loudspeaker Industries
DALI, Danish Audiophile Loudspeaker Industries A/S – duńska firma działająca w branży audio, wyrosła z wiodącej w Skandynawii sieci sprzedaży detalicznej w roku 1983. 

Głośniki DALI tradycyjnie sprzedawane są głównie na terenie Skandynawii, ale firma dąży do znalezienia się wśród największych producentów głośników na świecie. Obecnie DALI jest reprezentowane w ponad 70 krajach.

## Produkty
- Kolumny głośnikowe – od początku działalności spółki, kluczowymi produktami DALI pozostają kolumny głośnikowe, którym firma zawdzięcza swoją rozpoznawalność.
- Głośniki instalacyjne – rozwiązania ścienne oraz sufitowe do tworzenia zabudowanych systemów głośnikowych.
- Rozwiązania aktywne – głośniki aktywne, subwoofery, soundbary oraz głośniki Bluetooth.
- Słuchawki
- Akcesoria – podstawy głośnikowe, kable, kolce pod kolumny.